# Oonopoides zullinii
Oonopoides zullinii är en spindelart som beskrevs av Brignoli 1974. Oonopoides zullinii ingår i släktet Oonopoides och familjen dansspindlar. Inga underarter finns listade i Catalogue of Life.